# Membranobalanus nebrias
Membranobalanus nebrias is een zeepokkensoort uit de familie van de Archaeobalanidae. De wetenschappelijke naam van de soort is voor het eerst geldig gepubliceerd in 1973 door Zullo & Beach.